# ريان نورثكوت
ريان نورثكوت هو ممثل كندي، ولد في 9 أبريل 1980 في كندا.

## وصلات خارجية
- ريان نورثكوت على موقع IMDb (الإنجليزية)
- ريان نورثكوت على موقع قاعدة بيانات الفيلم (الإنجليزية)